# 奧索德區

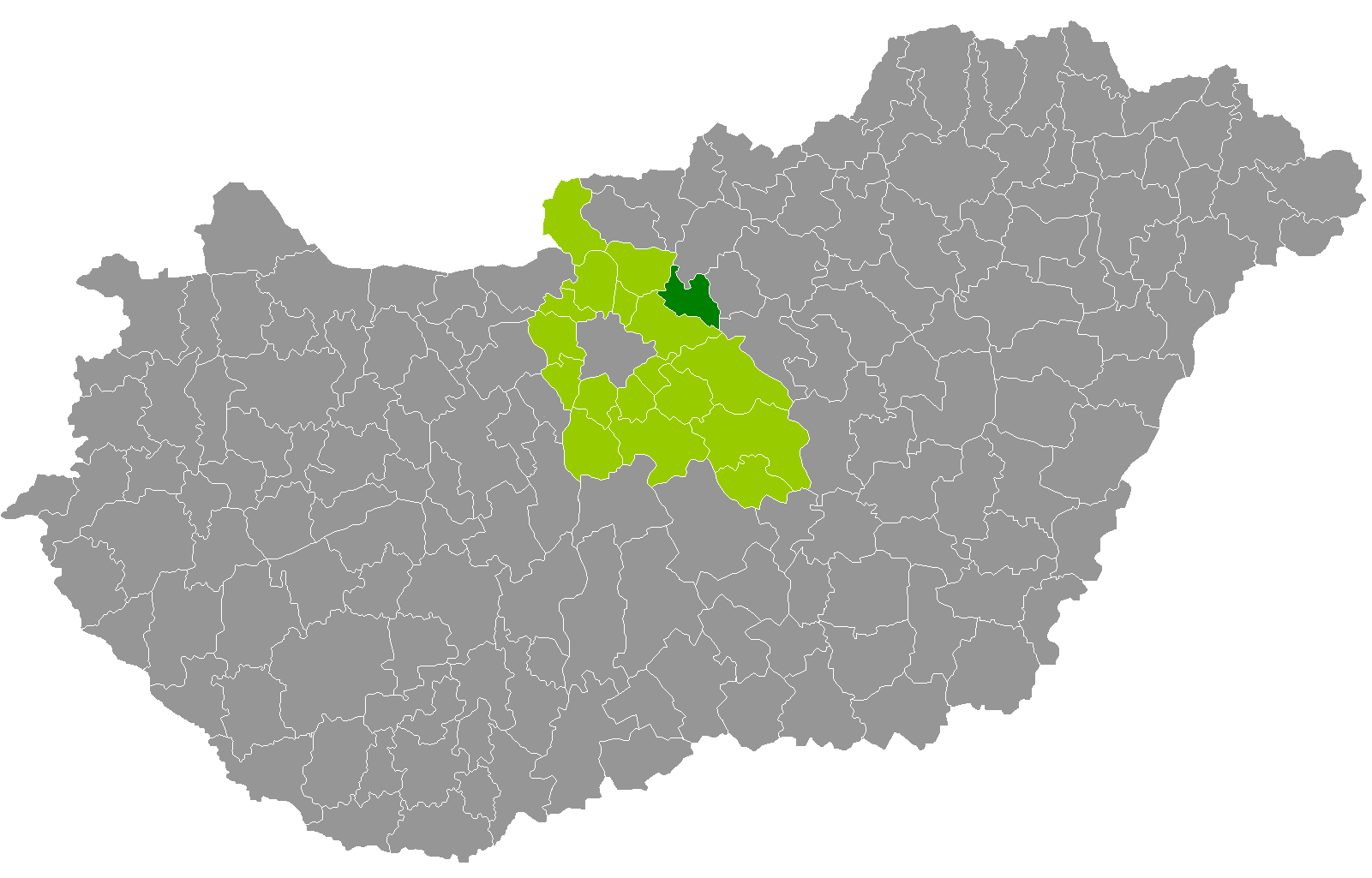

47°39′00″N 19°29′00″E / 47.6500°N 19.4833°E
奧索德區（匈牙利語：Aszódi járás），是匈牙利佩斯州的一個區，位於該國北部，区府設於奧索德，面積298平方公里，2011年人口37,472，人口密度每平方公里126人。